# محطة سكاكا للطاقة الشمسية
محطة سكاكا للطاقة الشمسية هي مزرعة تعمل بالطاقة الشمسية الكهروضوئية بقدرة 300 ميغاوات تم تطويرها في موقع مساحته 6 كيلومترات مربعة بالقرب من سكاكا في منطقة الجوف بالمملكة العربية السعودية. وطورته وتديره شركة سكاكا للطاقة الشمسية (SSEC)، وهي مشروع مشترك بين أكوا باور بنسبة 70٪ والجهاز بنسبة 30٪. وهو أول مشروع للطاقة الشمسية على نطاق المرافق في السعودية، وأول مشروع ضمن سلسلة مشاريع الطاقة المتجددة في المملكة التي جرى إطلاقها في إطار البرنامج الوطني للطاقة المتجددة المُندرج تحت رؤية السعودية 2030، والذي يهدف لتحقيق خطة ومستهدفات الرؤية السعودية للطاقة المتجددة بإنتاج 58.7 غيغاواط من الطاقة المتجددة بحلول عام 2030.
بدأ العمل في المزرعة التي تصل تكلفتها نحو 320 مليون دولار في نوفمبر 2018، وبدأ تشغليها في أواخر العام 2019، وفي 8 أبريل 2021 افتتح ولي العهد الأمير محمد بن سلمان آل سعود المشروع الذي تم ربطه بشبكة الوطنية للكهرباء. يضم المشروع 1.2 مليون لوح شمسي، تولد طاقة كهربائية بطاقة إنتاجية تقدر بـ300 ميغاوات بما يكفي لسد حاجة 45 ألف وحدة سكنية، وبقدرة على خفض أكثر من 500 ألف طن من الانبعاثات الكربونية سنويًا.

## الخلفية
محطة سكاكا للطاقة الشمسية هي أول مشروع إنتاج طاقة مستقل (IPP) تم تطويره في إطار البرنامج الوطني للطاقة المتجددة (NREP) الذي يتم تنفيذه من قبل مكتب تطوير مشاريع الطاقة المتجددة في السعودية (REPDO). البرنامج الوطني للطاقة المتجددة هو برنامج الطاقة المتجددة الأساسي في السعودية لزيادة قدرة توليد الطاقة المتجددة في البلاد، والتي تعتمد حاليًا بشكل مفرط على الوقود الأحفوري، بما يتماشى مع التزامات خفض الكربون في البلاد. يهدف البرنامج الوطني للطاقة المتجددة إلى توليد 3.45 غيغا واط من الطاقة المتجددة بحلول عام 2020. منح مكتب تطوير مشاريع الطاقة المتجددة التحالف السابق ذكره لبناء وامتلاك وتشغيل مزرعة سكاكا الشمسية بسعر تعريفي يصل إلى 0.0234 دولار / كيلووات ساعة في فبراير 2018.

## نبذة
محطة سكاكا للطاقة الشمسية الكهروضوئية هي أول مشروع في المرحلة الأولى ضمن البرنامج الوطني للطاقة المتجددة في المملكة، وتصل تكلفته الاستثمارية إلى 1.2 مليار ريال. وقدّم المشروع تعرفة قياسية عالمية في قطاع الطاقة الشمسية الكهروضوئية بلغت 8.781 هللة / للكيلوواط الساعة، لإنتاج 300 ميغاواط تلبي احتياجات الطاقة لقرابة 45,000 وحدة سكنية وتسهم في خفض 500 ألف طن من الانبعاثات الكربونية سنوياً.

## التشييد والتدشين
- في نهاية عام 2019 بدء بناء مشروع محطة توليد الطاقة الشمسية الكهروضوئية في سكاكا بقدرة 300 ميجاوات، مع أجواء إحتفالية في منطقة الجوف، كأول مشروع في إطار المبادرة التقدمية للاستفادة من الطاقة المتجددة في السعودية.[10][11][12]
- في نهاية العام 2019، أعلنت شركة أكوا باور عن ربط مشروع سكاكا الكهروضوئي بقدرة 300 ميغاوات بالشبكة وعن أول إنتاج للطاقة النظيفة. فازت أكوا باور بالمشروع في فبراير 2018 من خلال عملية مزاد بتعرفة تعادل حوالي 2.34 سنت أمريكي للكيلووات/ساعة (مقارنة بـ 2.66 سنت أمريكي للكيلووات/ ساعة لمنافسها الرئيسي، شركة ماروبيني).[13][14]
- دشن ولي العهد الأمير محمد بن سلمان آل سعود محطة سكاكا للطاقة الشمسية في 8 أبريل 2021، بحضور وزير الطاقة الأمير عبد العزيز بن سلمان آل سعود، وأمير منطقة الجوف الأمير فيصل بن نواف وكبار مسؤولي الطاقة السعودية.[6]

## الربط مع شبكة الكهرباء الوطنية
في نوفمبر 2019م، أعلنت «أكوا باور» عن نجاح ربط «محطة سكاكا للطاقة الشمسية الكهروضوئية»، أ، بشبكة الكهرباء الوطنية الرئيسية، وبدء المحطة في الإنتاج الفعلي وتزويد الشبكة بالطاقة الكهربائية ليدخل المشروع مرحلة التشغيل التجريبي وفق الجدول المُحدد له قبل نهاية العام الجاري.

## التوطين
تبلغ نسبة التوطين في مشروع محطة سكاكا للطاقة الشمسية الكهروضوئية 100% خلال العام الأول من التشغيل، ويشكل أبناء منطقة الجوف 90% من كادر التشغيل والصيانة. كما بلغت نسبة المحتوى المحلي بالمشروع أكثر من 30% خلال مرحلتي التطوير والإنشاء.